# ژاک اسکاندولاری
ژاک اسکاندولاری (فرانسوی: Jacques Scandelari‎؛ ۵ ژوئیهٔ ۱۹۴۳–۲ ژوئن ۱۹۹۹) فیلم‌نامه‌نویس، کارگردان، تهیه‌کننده اهل فرانسه بود. 
او به واسطهٔ بازخوردهای منفی منتقدان و عدم موفقیت فیلم‌هایش در فرانسه، در سال ۱۹۷۷ به نیویورک نقل مکان کرد و در آنجا به تهیه‌کنندگی فیلم‌های پورنوگرافی گی روی آورد که آنها هم با استقبال مواجه نشد. از فیلم‌های او می‌توان به فلسفه در اتاق خواب اشاره کرد که اقتباسی آزاد از نمایشنامه‌ای به همین نام اثر مارکی دو ساد بود. فیلم‌های او بیشتر دربارهٔ روابط جنسی بود و موضوعات مرتبطی مانند انزوای اجتماعی و ازخودبیگانگی اجتماعی را مطرح می‌کرد.